# Nanorana pleskei
Nanorana pleskei är en groddjursart som beskrevs av Günther 1896. Nanorana pleskei ingår i släktet Nanorana och familjen Dicroglossidae. Inga underarter finns listade i Catalogue of Life.
Detta groddjur förekommer i Kina i provinserna Qinghai, Gansu och Sichuan. Andra fynd som från Pakistan och Kashmir som tidigare listades till arten klassificeras sedan senare 1900-talet som andra arter, till exempel Paa vicina. Arten lever i bergstrakter och på högplatå mellan 3300 och 4500 meter över havet. Den besöker vattendrag, dammar, pölar och träskmarker där ungarnas metamorfos sker.
Beståndet hotas av landskapsförändringar genom intensivt bruk av betesmarker. Troligtvis påverkas Nanorana pleskei negativ av klimatförändringar. IUCN kategoriserar arten globalt som nära hotad.